# ラプトル襲撃
「ラプトル襲撃」（ラプトルしゅうげき）は、イギリスのSFドラマ『プライミーバル』の第2章第1話。イギリスではITV1で2008年1月12日に初放送された。前話「未知なる獣」の歴史改変で変貌を遂げた世界で、ニック・カッターは変わらず仲間と共に亀裂災害に立ち向かう。シリーズで初めて非鳥類型恐竜が登場したエピソードでもある。

## プロット

### あらすじ
ペルム紀から戻ってきたニックは過去で何かが起こり歴史が変わってしまったことを悟る。ペルム紀への亀裂が閉じ、存在自体が消滅したクローディアの代わりにオリバー・リークがプロジェクトの管理業務を担当し、亀裂調査プロジェクトが内務省から亀裂調査センター(ARC)へ移った世界に、ニックは取り残される。現実を大きく歪められた衝撃を受けながら、彼は仲間と共にセンターに帰還する。
センターに戻るや否やショッピング・モールに恐竜が出現したという知らせを受け、現場に急行すると、そこに居たのは複数頭の小型獣脚類の恐竜ラプトルであった。ラプトルの敏捷性に翻弄されながら、また、逃げ遅れていた清掃員を保護しながら、調査チームは時空の亀裂を発見する。ヘレンとの不倫が露見したスティーブンであったが、いざこざを経てニックと信頼関係を回復する。
ラプトルの相手をする間、ニックはモール内のラジオ放送にノイズが入っていることに気付く。彼は亀裂が電波障害を引き起こしているという仮説を立て、ヘレンがこれまで亀裂の場所を正確に探知できていた理由を考案した。彼はコナーを呼び出し、自身がラプトルを白亜紀に戻してもなお帰ってこなかった場合、電波障害を応用した亀裂探知技術の研究をコナーに任せると告げる。
クローディアを失ったニックは歴史をあるべき姿に戻すべく、ラプトルと共に白亜紀に残ることを決意する。しかし追ってきたスティーブンが彼を引き留め、仮に歴史改変が事実であったとしてもクローディアが戻らない可能性や他のメンバーが消滅する可能性を指摘し、彼を説得する。ニックはスティーブンの説得を聞き、今起きている現実と向き合うことを受け入れる。
ニックとスティーブンは麻酔の切れたラプトルの攻撃から間一髪で生還し、亀裂が閉じると共にノイズが消失したことから亀裂の電波障害も確認する。疲れを抱えて事態を終息させた朝、センターに出勤したニックの前で新メンバーが紹介される。民間人への亀裂情報の揉み消しのため採用された広報担当ジェニー・ルイスは、消滅したクローディアと瓜二つの顔をしていた。

### 連続性
第1章第6話「未知なる獣」から第2章第2話「オフィス街の霧」までは連続したエピソードとなっている。

## キャスト
日本語吹替声優は左からNHK放送版、DVD版の順。
ニック・カッター
演 - ダグラス・ヘンシュオール、声 - 堀内賢雄/大塚芳忠
スティーブン・ハート
演 - ジェームズ・マレー、声 - 川本克彦/加瀬康之
コナー・テンプル
演 - アンドリュー・リー・ポッツ、声 - 宮下栄治/浪川大輔
アビー・メイトランド
演 - ハナ・スピアリット、声 - 斉藤梨絵/足立友
ジェニー・ルイス
演 - ルーシー・ブラウン、声 - 加藤優子/小林さやか
ジェームズ・レスター
演 - ベン・ミラー、声 - 横島亘/御園行洋
オリバー・リーク
演 - カール・テオバルド、声 - 村治学
モールの清掃員
演 - ティム・ファラデー

## 登場する生物
ラプトル
第2章にして初めて『プライミーバル』に登場した非鳥類型の恐竜。ラプトルはドロマエオサウルス科恐竜に用いられる正式でない名称であり、劇中のラプトルはデイノニクスをモデルにされている。また、彼らは鳥類に近縁であったことから羽毛の存在が有力視されており、劇中のラプトルにも羽毛の原型であるプロトフェザーが生えている。

## 制作

### 撮影

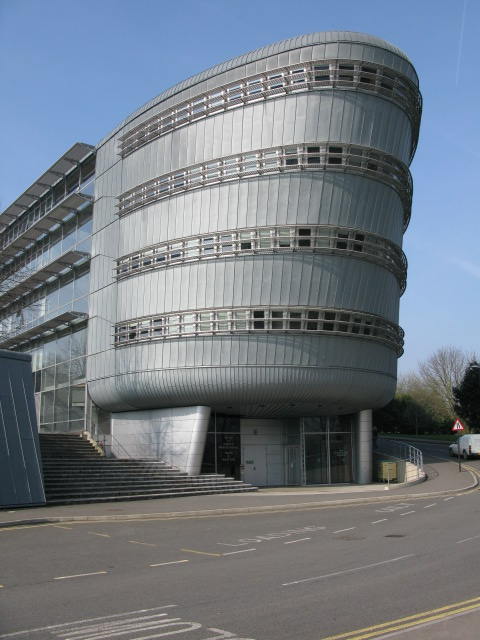
亀裂調査センターの外見として使用されたThe Duke of Kent Building

第2章から新たに亀裂調査センターが登場した。亀裂調査センターの内装はChertsey (en) に位置するLongcrossフィルムスタジオのBuilding 64/63で撮影された。元々この建物は軍事試験目的で利用されていたものであり、制作デザイナーのポール・クロスは現場を確認し、この場所での撮影が素晴らしいことであると考えた。建物全体を使用できるようにし、地下に位置する印象を残すため、窓は覆い隠された。亀裂調査センターの外見はサリー大学のスタッグヒルキャンパスに位置する Duke of Kent Building が利用された。
本作に登場したキャッスル・クロス・モールを舞台とするシーンはキングストン・アポン・テムズ区の Bentall Centre と John Lewis department store で撮影された。ボウリング場での調査チームとラプトルの交戦は2007年6月21日に撮影が行われた。

### 配役
『プライミーバル』第2章では第1章からほぼ全てのメインキャストが続投した。制作チームはシリーズを新鮮かつエキサイティングなものとして維持し続けるために新たな登場人物の導入が重要であると考え、「ラプトル襲撃」ではカール・テオバルドのキャラクターを追加した。テオバルドの演じるオリバー・リークは亀裂調査センターの管理担当として前話「未知なる獣」で消失したクローディアの地位に就き、思考の読めない人物として描写された。
ジェームズ・マレーの演じるスティーブン・ハートは、前話「未知なる獣」でニック・カッターの妻ヘレン（演：ジュリエット・オーブリー）との不倫が曝露されたため、他の調査チームの人員から距離を置かれる形で描写されている。その後のインタビューでマレーは、2人の不倫がオリジナルのタイムラインで生じたものでなく、第1章終盤の過去改変の結果として存在したものである可能性に触れた。
ジェニー・ルイス役を演じるため、ルーシー・ブラウンは第1章で演じたクローディア・ブラウン役と極めて異なる外見を作る必要があった。ジェニーはクローディアと対照的な色の衣服を着用し、頭髪を纏め上げ、より本格的なメイクをしていた。ジェニーの地位が高いことから、ブラウンはより自信に満ちたキャラクターを演じた。

### 生物
『プライミーバル』第1章には非鳥類型恐竜が一切登場しなかったが、第2章では本作に登場するドロマエオサウルス科のラプトルが登場し、シリーズに恐竜が導入されることとなった。本作に登場するラプトルは今後もシリーズに何度も登場することとなるが、その登場は『プライミーバル』だけに留まらなかった。BBC One で2012年に放送されたSFドラマ『ドクター・フー』第7シリーズ第2話「恐竜たちの船」には、The Mill により本作のCGモデルを流用されたラプトルが登場した。

## 放送
イギリスではITV1で2008年1月12日に、ドイツでは Eine neue Welt という題で2008年4月7日にプロジーベンにて、アメリカ合衆国では2008年9月20日にBBCアメリカにて放送された。

### 日本での放送
日本では2009年8月27日に午後6時からNHKデジタル衛星ハイビジョン、午後8時からNHK総合で放送された。後に第3章が日本に上陸する直前には、2010年5月16日に午前10時50分から再放送された。
2009年のNHK総合での本放送に先駆け、放送当日午後7時30分からは第1章の見どころを紹介する特別番組「30分でわかる!プライミーバル」が放送された。制作は株式会社スーパー・ブレーンNEX、ナレーションは森岳志が担当した。

## 反響
NHK総合での本放送の後、「ラプトル襲撃」はNHKオンデマンドでも見逃し配信が行われた。2008年12月1日から2009年9月30日までにおける10日間のPCでの視聴回数では、アニメ『スター・ウォーズ/クローン・ウォーズ』やドラマシリーズ『連続テレビ小説』を抑え、当時の全ての配信作品のうち第18位を記録した。
Webサイト The Sci-Fi Online のポール・シンプソンは「ラプトル襲撃」に10点満点中8点の評価を付け、歴史改変にも切り込んでいくストーリー展開から判断して新章というよりも第1章第7話のようであると評価した。彼はオリバー・リーク役のカール・テオバルドの演技を不気味で相応しいと称賛し、本作から登場した組織である亀裂調査センターについては『007』シリーズの世界から拝借したようであるとコメントした。彼は、ラプトルの描写は同様の既存の作品よりもキャストとCGの間に相互作用が展開されていると称え、アビーとコナーおよびスティーブンとニックのやり取りを描く脚本は第1章さながらに鋭いものであると絶賛し、『プライミーバル』の復活を喜んだ。
Den of Geekのロバート・マクローリンは、脚本が典型的で、また生物のCGIが『ウォーキングwithダイナソー〜驚異の恐竜王国』をはじめとする過去の蓄積のあった第1章と比較して劣ることを指摘した。マクローリンは「ラプトル襲撃」時点のレビューにおいて、『プライミーバル』がアメリカのSFシリーズや『ドクター・フー』に匹敵できないとしつつも、『ロビン・フッド』よりも遥かに優れていると評価した。
The Medium is not Enoughのロブ・バックレーは、本作に登場したラプトルと『ジュラシック・パーク』に登場したラプトルとの類似性に触れ、同様に怖ろしいものであるとした。バックレーは出血した清掃員が血痕を残さず姿を消したことの不自然性を指摘しつつも、全体として悪くないと評価した。カリスマ的な評価を得るには至っていないものの、家族向けの番組として成功しており、『ドクター・フー』新シリーズや『秘密情報部トーチウッド』よりも成熟していると述べた。